# Плосконенко, Наталья Александровна
Наталья Александровна Плосконенко (род. 26 марта 1990) — российская футболистка, нападающая.

## Биография
Воспитанница звенигородского Училища олимпийского резерва, в середине 2000-х годов начала играть за его команду в первом дивизионе. В 2007 году заняла второе место в споре бомбардиров первого дивизиона (10 голов). С 2009 года выступала за команду «УОР-Звезда» в высшей лиге России, за два сезона сыграла 33 матча и забила 3 гола.
В 2011 году перешла в другой подмосковный клуб — «Зоркий» (Красногорск). Выступала также за молодёжную команду клуба в первой лиге и стала лучшим бомбардиром зонального турнира (23 гола). В 2012 году выступала за «Мордовочку» и «Измайлово» и ещё дважды возвращалась в «Зоркий». В составе «Измайлово» в 2014 году сыграла 6 матчей, во всех выходила на замену. Всего за карьеру в высшей лиге сыграла 85 матчей и забила 6 голов.
Выступала за молодёжную сборную России, в 2007—2009 годах сыграла 15 матчей и забила 6 голов, в том числе дважды делала «дубль» — в играх против сверстниц из Израиля и Эстонии.
В 2015 году также выступала в чемпионате России по пляжному футболу за команду «Русбалт», стала серебряным призёром турнира и разделила третье место в споре бомбардиров (7 голов).